# بطنج نائي
البطنج النائي أو الستاكس النائي (باللاتينية: Stachys distans) نوع نباتي يتبع جنس البطنج من الفصيلة الشفوية.

## الموئل والانتشار
النبات واطن في بلاد الشام وتركيا.

## مرادفات للاسم العلمي
- (باللاتينية: Stachys teucriifolia Boiss. & Kotschy)